# Nyabisogi
Nyabisogi är ett periodiskt vattendrag i Burundi.   Det ligger i provinsen Bujumbura Rural, i den västra delen av landet, 18 km söder om huvudstaden Bujumbura.
Runt Nyabisogi är det tätbefolkat, med 530 invånare per kvadratkilometer.